# Grażyna Michalczuk
Grażyna Michalczuk – polska ekonomistka, dr hab. nauk ekonomicznych, profesor nadzwyczajny Wydziału Nauk Społecznych i Humanistycznych Państwowej Wyższej Szkoły Informatyki i Przedsiębiorczości w Łomży, oraz Katedry Finansów Wydziału Ekonomii i Finansów Uniwersytetu w Białymstoku.

## Życiorys
W 1990 ukończyła studia ekonomiczne na Uniwersytecie Warszawskim, natomiast 4 kwietnia 2000 obroniła pracę doktorską Strategie finansowania majątku firmy (na przykładzie przedsiębiorstw przemysłowych województwa białostockiego w latach 1994-1996), 3 marca 2015 habilitowała się na podstawie pracy zatytułowanej Zasoby niematerialne jako czynnik wartości przedsiębiorstwa. Luka informacyjna sprawozdawczości finansowej. Objęła funkcję  profesora nadzwyczajnego na Wydziale Nauk Społecznych i Humanistycznych w Państwowej Wyższej Szkoły Informatyki i Przedsiębiorczości w Łomży, a także w Katedrze Finansów na Wydziale Ekonomii i Finansów Uniwersytetu w Białymstoku.
Była kierownikiem Katedry Finansów, Rachunkowości i Informatyki, oraz piastuje stanowisko prodziekana na Wydziale Ekonomii i Finansów Uniwersytetu w Białymstoku.

## Publikacje
- 1994: Ocena kondycji finansowej firmy w warunkach rynkowych[1]
- 1998: Analiza finansowa jako narzędzie oceny przedsiębiorstwa w okresie transformacji gospodarki na przykładzie Okręgowego Przedsiębiorstwa Mięsnego w latach 1994-1995[1]
- 2000: Wykorzystanie nowoczesnych form finansowania działalności : (na przykładzie przedsiębiorstw przemysłowych województwa białostockiego)[1]
- 2000: Strategie finansowania majątku firmy : (na przykładzie przedsiębiorstw przemysłowych województwa białostockiego w latach 1994-1996) : autoref[1]
- 2011: Aktywa własności intelektualnej – źródło tworzenia kapitału innowacyjnego przedsiębiorstwa[1]
- 2018: Proces inwestycyjny a realizacja marketingowej funkcji w przedsiębiorstwie[1]
- 2018: Challenges of social accounting in the sphere of the measurement of national intellectual capital (NIC)[1]
- 2019: Znaczenie raportowania niefinansowego w inwestowaniu społecznie odpowiedzialnym[1]